# 清水河大桥站
清水河大桥站是成都地铁17号线建设中的一座车站，预计于2025年启用。

## 出入口信息
清水河大桥站共设置7个出入口：
- A出入口设置于龙腾东路南侧华馨名屋小区大门附近市政用地内；
- B1出入口设置于龙腾东路南侧双楠所有阳光小区附近市政用地内；
- B2出入口设置于二环路西一段西侧双楠所有阳光小区国美商场门前；
- B3出入口设置于大石西路南侧四川省统计局附近；
- B4出入口设置于大石西路北侧现状市政绿地内；
- C出入口设置于龙腾东路北侧市政绿地内，靠近二环路路口设置；
- D出入口设置于龙腾东路北侧中海龙湾半岛写字楼门前绿地内。

## 大事记
- 2022年11月19日，清水河大桥站主体结构封顶。[2]